# Foreyia
Foreyia (il cui nome onora Peter L. Forey) è un genere estinto di pesce celacantiforme vissuto nel Triassico medio, circa 240.91 milioni di anni fa (Ladinico), in quello che oggi è il Cantone dei Grigioni, in Svizzera. Il genere contiene una singola specie, ossia F. maxkuhni.

## Descrizione e classificazione
La Foreyia è un membro dall'aspetto aberrante della famiglia dei Latimeriidae, con una testa proporzionalmente enorme, una mascella ricurva simile ad un becco, un'underbite, e una bassa escrescenza, simile ad un corno o ad una cresta, sulla testa altrimenti a cupola. Nonostante il suo aspetto tanto bizzarro, le analisi filogenetiche collocano questo animale come taxon sorella di Ticinepomis, un altro latimeroide ritrovato negli stessi strati geologici. I due latimeriidi condividono numerosi tratti anatomici tra loro, suggerendo una stretta relazione.

## Etimologia
Il nome generico, Foreyia, onora il defunto Peter L. Forey per il suo contributo allo studio dei celacanti. L'epiteto specifico, maxkuhni, onora invece Max Kuhn, che è stato strumentale nella preparazione dei fossili del Monte San Giorgio per 12 anni, tra cui l'olotipo e gli esemplari paratipo di F. maxkuhni.